# كامبانيولا إميليا
كامبانيولا إميليا (بالإيطالية: Albinea)‏ هي بلدية في مقاطعة ريدجو إميليا في إقليم إميليا رومانيا الإيطالي.

## السكان
في سنة 1861 بلغ عدد السكان 3٬100 نسمة، وتطور العدد ليصل في سنة 2011 لـ 5٬493 نسمة.
يظهر هذا المخطط البياني تطور النمو السكاني لـ كامبانيولا إميليا